# ХК Металург Жлобин
Хокејашки клуб Металург Жлобин (рус. Металлург Жлобин) је белоруски хокејашки клуб из Жлобина. Клуб се такмичи у Белоруској екстралиги.

## Историја
Металург је почео да се такмичи 1985. године. Под називом Белстал дебитовао је у трећем по реду такмичењу у првенству Белорусије 1995. године. Међутим клуб је убрзо угашен 1996. године. Након десет година, 2006. године клуб је поново обновљен.
Металург је 2011. освоји куп Белорусије, а у сезони 2011/12. клуб је остварио највећи успех, освојивши Беоруску екстралигу победом у финалу над Неманом, укупним резултатом 4:2 у серији.

## Трофеји
- Белоруска екстралига:
  - Првак (1) :2012

- Куп Белорусије:
  - Првак (1) :2011